# Bahía de Lagunillas
La Bahía de Lagunillas, también llamada Ensenada de Lagunillas, es una pequeña bahía de la costa meridional del Perú, que constituye un entrante del océano Pacífico en el litoral de la provincia de Pisco, en el departamento de Ica, dentro de los límites de la Reserva nacional de Paracas. La bahía se abre con orientación sur entre la punta Pietro, al oeste, y la punta del Cielo, al este. Su superficie es de aproximadamente 12,5 km²; y tiene una longitud de 4,2 km de norte a sur, y una anchura de unos 3,9 km de este a oeste; el perímetro de sus costas es de 14,5 km. Es una tranquila bahía que se destaca por ser un importante atractivo turístico, pues cuenta con playas de arenas blancas, ideales para hacer camping, pesca o caza submarina.

## Descripción geográfica
La bahía de Lagunillas se encuentra ubicada entre los paralelos 13°53’30” y 13°55’43” de latitud sur, limita al oeste y al norte con la península de Paracas, y al este con tierra firme. La costa occidental de la bahía, comprendida desde la punta Pietro hasta la playa Lagunilla, está constituida por una serie de acantilados rocosos, con desprendimientos de rocas y piedras próximas a la costa, que alternan con playas angostas de arenas blancas y poco oleaje como las playas La Mina, Raspón y Lagunillas, que son utilizadas por turistas como lugares de recreo y camping.
Una de las playas con características únicas de la bahía, y aparentemente del litoral peruano, es la playa Roja, ubicada entre la playa Lagunillas y punta Santa María. La acumulación de fragmentos del tamaño de arena, arena gruesa y cantos rodados de naturaleza intrusiva (sienitas/granodioritas), le dan ese color rojo característico. Esta playa constituye el lado septentrional de la bahía y muestra un perfil casi recto (oeste-este) de un kilómetro de longitud, con acantilados bajos, con alturas menores de 15 metros, que se elevan progresivamente en dirección a punta Santa María.
La costa oriental de la bahía de Lagunillas, que va desde la punta Santa María hasta la punta del Cielo, la conforman en inicio una serie de acantilados rectos y verticales, con rocas próximas y algunas piedras, muchas de ellas sumergidas. Al finalizar los mencionados escarpados se extiende una pequeña ensenada en forma de herradura de casi un kilómetro de longitud, conocida como playa Yumaque. De este lugar hasta la punta del Cielo se da paso nuevamente a la presencia de acantilados que llegan a estar cubiertos en parte por arenas marinas y eólicas.

## Riqueza biológica
La fauna predominante en la bahía son las aves aunque ocasionalmente pueden verse algunos lobos marinos. Las playas son utilizadas como zonas de descanso y alimentación por aves marinas y de orilla como la gaviota de Franklin (Larus pipixcan), la gaviota gris (Larus modestus), el rayador negro (Rynchops niger), entre otras. Las aves acuden a alimentarse a la zona comprendida entre las líneas de baja y alta marea, área con influencia de las olas, en donde viven invertebrados marinos en la arena y donde se acumulan organismos marinos muertos. También las paredes de los acantilados de la bahía con manchas blancas son el hábitat de varias especies de aves. La bahía de Lagunillas también se destaca por contener grandes biomasas de concha de abanico (Argopecten purpuratus). La diversidad marina presente da soporte a la pesca artesanal que se realiza a lo largo de todo su litoral y cuyo destino final de estos productos hidrobiológicos es el consumo humano. Adicionalmente los peñascos y rocas del litoral albergan especies de mariscos que son explotados por los pescadores del lugar.

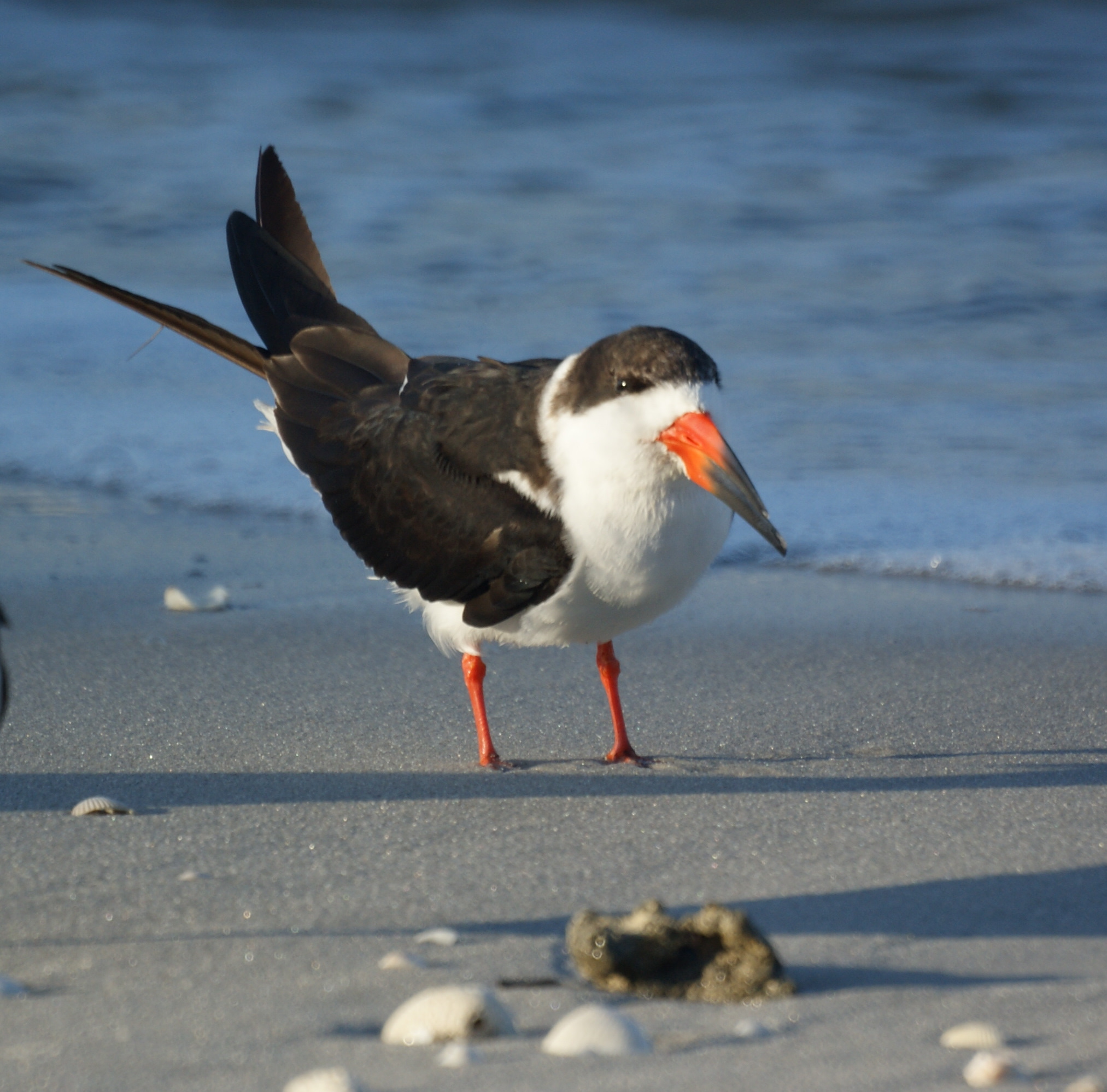
Rayador negro (Rynchops niger)
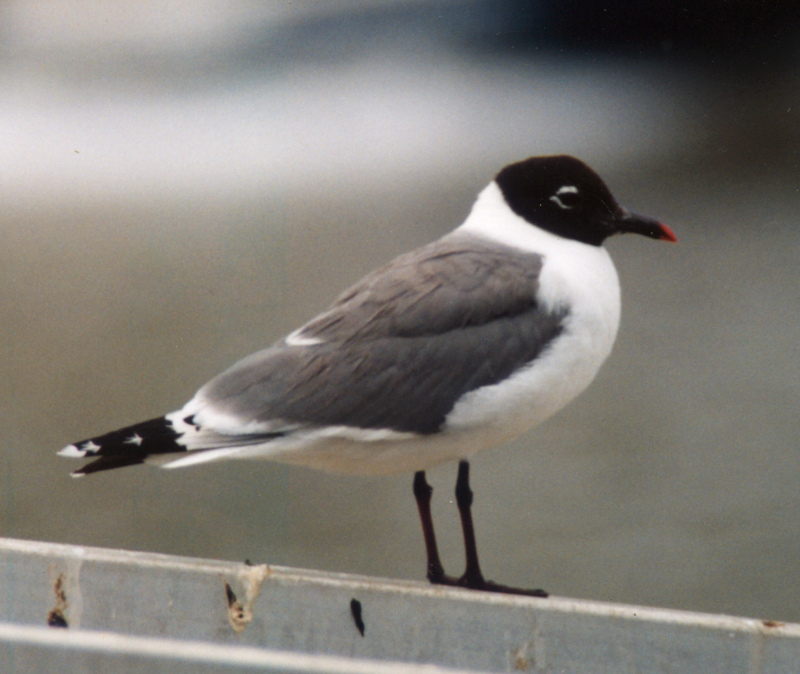
Gaviota de Franklin (Larus pipixcan)
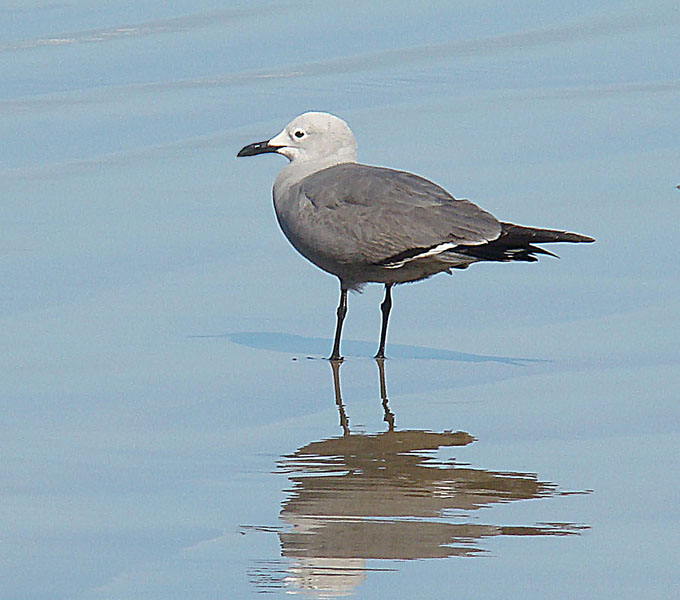
Gaviota Gris (Larus modestus)